# El Sótano
El Sótano är en ort i Mexiko.   Den ligger i kommunen Texcatepec och delstaten Veracruz, i den sydöstra delen av landet, 150 km nordost om huvudstaden Mexico City. El Sótano ligger 1 227 meter över havet och antalet invånare är 374.
Terrängen runt El Sótano är bergig åt nordväst, men åt sydost är den kuperad. Runt El Sótano är det ganska glesbefolkat, med 36 invånare per kvadratkilometer. Närmaste större samhälle är Tlachichilco, 17,2 km öster om El Sótano. I omgivningarna runt El Sótano växer i huvudsak städsegrön lövskog.